# Irene Guest
 Irene May Guest, po mężu Loog (ur. 22 lipca 1900 w Filadelfii, zm. 14 czerwca 1970 w Ocean Gate) – amerykańska pływaczka. Dwukrotna medalistka olimpijska z Antwerpii.
Zawody w 1920 były jej jedynymi igrzyskami olimpijskimi. Zajęła drugie miejsce na dystansie 100 metrów kraulem, była również członkinią zwycięskiej sztafety amerykańskiej (razem z nią płynęły: Ethelda Bleibtrey, Frances Schroth i Margaret Woodbridge).
W 1990 została przyjęta do International Swimming Hall of Fame.